# Ivica Ivušić
Ivica Ivušić (ur. 1 lutego 1995 w Rijece) – chorwacki piłkarz występujący na pozycji bramkarza w Pafos FC. 

## Kariera klubowa
Jako junior trenował w takich klubach jak HNK Rijeka, Inter Mediolan oraz Seregno. W sezonie 2014/2015 był wypożyczony z Interu do grającego w Serie C zespołu AC Prato. W 2015 odszedł do chorwackiej Istry 1961. W Prvej HNL zadebiutował 8 listopada 2015 w przegranym 0:1 meczu z Dinamem Zagrzeb. W styczniu 2018 przeszedł do greckiego Olympiakosu, jednak nie rozegrał w jego barwach żadnego spotkania.
W połowie 2018 wrócił do Chorwacji, gdzie został zawodnikiem klubu NK Osijek, a w sezonie 2020/2021 wywalczył z nim wicemistrzostwo Chorwacji. W styczniu 2023 przeszedł do cypryjskiego Pafos FC.

## Kariera reprezentacyjna
W reprezentacji Chorwacji zadebiutował 4 września 2021 w wygranym 1:0 meczu el. do MŚ 2022 ze Słowacją.
W 2022 został powołany do kadry na mistrzostwa świata, nie zagrał jednak na nich w żadnym meczu, a Chorwacja zakończyła turniej na 3. miejscu.